# ビル・ディクソン
ビル・ディクソン（Bill Dixon、1925年10月5日 - 2010年6月16日）は、アメリカの作曲家、教育者。ディクソンは、フリー・ジャズと20世紀後半の現代音楽における独創的な人物の1人であった。アーティストの権利とアフリカ系アメリカ人の音楽の伝統を求める著名な活動家でもあった。トランペット、フリューゲルホルン、ピアノを演奏し、電子的なディレイやリバーブを多用した。

## 略歴
ディクソンはアメリカ合衆国マサチューセッツ州ナンタケット出身。彼の家族は、1934年にニューヨークのハーレムに引っ越してきた。1944年に陸軍に入隊。彼の部隊は1946年に除隊するまでドイツで勤務していた。音楽の勉強はその後の時期（1946年から1951年）にハートネット音楽院で行われている。同音楽院への入学は、GI法案に基づくものだった。ボストン大学、WPAアート・スクール・アンド・ザ・アート・スチューデント・リーグでは絵画を学んだ。1956年から1962年まで、国連で働き、そこで国連ジャズ協会を設立した。
1960年代に、ディクソンはジャズ・アヴァンギャルドの主要な勢力としての地位を確立した。1964年、ディクソンはマンハッタンのセラー・カフェで4日間の音楽とディスカッションを行う「ジャズの十月革命」を企画、プロデュースした。参加者にはピアニストのセシル・テイラーやバンドリーダーのサン・ラも含まれていた。この種のフリー・ジャズ・フェスティバルは初めてのことだった。ディクソンは後に、クラブ・オーナーとの交渉力を発揮し、メディアからの知名度を高めることを目的とした協力組織「ジャズ・コンポーザーズ・ギルド」を共同で設立した。ニューヨークのグリニッジ・ヴィレッジのジャドソン記念教会に属する独創的なジャドソン・ダンス・シアターにおいて主要な参加者となったディクソンは、フリー・ジャズと即興ダンスを組み合わせたコンサートをプロデュースした最初のアーティストの一人であり、ダンサーのジュディス・ダンと緊密に協力しながら数年間を過ごした。彼は彼らとともにジュディス・ダン/ビル・ディクソン・カンパニーを設立している。この期間中、彼は比較的少なめのレコーディングを行ったが、いくつかのリリースではアーチー・シェップと共同リーダーとなり、セシル・テイラーのブルーノートからのレコード『コンキスタドール』にも参加した。1967年、ウィリアム・グリーヴスが製作・監督したアメリカ合衆国広報文化交流局の映画『The Wealth of a Nation』の音楽を作曲し、指揮した。
ディクソンは、1968年から1995年までバーモント州のベニントン大学で音楽教授を務め、同大学の黒人音楽部門を設立し、部門長を担当した。1970年から1976年まで、「この音楽の市場から完全に孤立して」演奏していた、と彼は言う。この時期のソロ・トランペットの録音は、後にケイデンス・ジャズ・レコードからリリースされ、ヴィジュアル・アート・ワークやその他の素材の複製とともに、彼の自主リリースしたマルチCDセット『Odyssey』に収録された。
1981年にカナダのドキュメンタリー『イマジン・ザ・サウンド - 60年代フリー・ジャズのパイオニアたち』に出演した4人のミュージシャン（セシル・テイラー、アーチー・シェップ、ポール・ブレイとともに）のうちの1人となった。
晩年にはセシル・テイラー、トニー・オクスレイ、ウィリアム・パーカー、ロブ・マズレックらとレコーディングを行った。
ディクソンはペダル音域を多用したことで知られ、一般的にトランペットとされる音域よりも下で、トロンボーンやチューバの音域まで演奏した。また、ハーフバルブ・テクニックを多用し、伝統的なトランペットのアンブシュアを使用するか使用せずに呼吸を使用した。符幹の有無にかかわらず、ハーマンミュートを除いて、ミュートをほとんど避けていた。
2010年6月16日、ビル・ディクソンは公表されていない病気に苦しみ、バーモント州ノース・ベニントンの自宅で睡眠中に亡くなった。

## ディスコグラフィ

### リーダー・アルバム
- 『ザ・ビル・ディクソン＝アーチー・シェップ・クァルテット』 - Archie Shepp – Bill Dixon Quartet (1962年、Savoy)
- 『ビル・ディクソンとアーチー・シェップ』 - Bill Dixon 7-tette/Archie Shepp and the New York Contemporary 5 (1964年、Savoy) ※スプリットLP
- 『投企〜ビル・ディクソンの世界』 - Intents and Purposes (1967年、RCA Victor)
- Bill Dixon in Italy Volume One (1980年、Soul Note)
- Considerations 1 (1981年、Fore) ※1973年-1976年録音
- Considerations 2 (1981年、Fore) ※1972年-1975年録音
- Opium for Franz (1977年、Pipe) ※with フランツ・コーグルマン
- Bill Dixon in Italy Volume Two (1981年、Soul Note)
- Bill Dixon 1982 (1982年、Edizioni Ferrari) ※1970年-1973年録音。限定盤LP
- November 1981 (1982年、Soul Note)
- Collection (1985年、Cadence) ※1970年-1976年録音
- Thoughts (1987年、Soul Note)
- Son of Sisyphus (1990年、Soul Note)
- Vade Mecum (1994年、Soul Note)
- Vade Mecum II (1996年、Soul Note)
- Papyrus Volume I (2000年、Soul Note)
- Papyrus Volume II (2000年、Soul Note)
- 『エッチング』 - Berlin Abbozzi (2000年、FMP) ※with マティアス・バウアー、クラウス・コッホ、トニー・オクスレイ
- Odyssey (2001年、Archive Editions) ※1970年-1992年録音。『Considerations 1』『Bill Dixon 1982』収録曲を含む
- Taylor/Dixon/Oxley (2002年、Victo) ※ライブ with セシル・テイラー、トニー・オクスレイ
- 『ビル・ディクソン・ウィズ・エクスプローディング・スター・オーケストラ』 - Bill Dixon with Exploding Star Orchestra (2008年、Thrill Jockey)
- 17 Musicians in Search of a Sound: Darfur (2008年、AUM Fidelity) ※ライブ
- Tapestries for Small Orchestra (2009年、Firehouse 12)
- Weight/Counterweight (2009年、Brokenresearch) ※with アーロン・シーゲル、ベン・ホール
- Envoi (2011年、Victo) ※ライブ
- Duets 1992 (2019年、Triple Point) ※1992年録音 with セシル・テイラー

### 参加アルバム
- セシル・テイラー : 『コンキスタドール』 - Conquistador! (1968年、Blue Note)
- トニー・オクスレイ・セレブレイション・オーケストラ : The Enchanted Messenger: Live from Berlin Jazz Festival (1995年、Soul Note) ※ライブ